# Toshi Ichiyanagi
Toshi Ichiyanagi (født 4. februar 1933 i Kobe på øen Honshū, Japan, død 7. oktober 2022) var en japansk komponist, pianist og lærer.
Ichiyanagi hørte til de fremmeste japanske komponister i nyere tid. Han studerede komposition hos bl.a. John Cage. Han har skrevet 11 symfonier, orkesterværker, kammermusik, operaer, klaverstykker, elektronisk musik, filmmusik, scenemusik, vokalmusik, værker for mange instrumenter etc. Han var gift med Yoko Ono (1956-1962). Han er mest kendt for sin avantgardestil og elektroniske værker. Mange af hans værker er indspillet på cd og lp. Han havde også et samarbejde med Toru Takemitsu gennem tiden.

## Udvalgte værker
- Symfoni nr. 1 (1986) - for kammerorkester
- Symfoni Berlin Renshi (1988) - for sopran, tenor og orkester
- Symfoni nr. 2 (1993 rev. 1997) - for kammerorkester
- Symfoni nr. 3 Indre kommunikationer (1995) - for orkester
- Symfoni nr. 4  Erindring om erindringen udover (1994) - for orkester
- Symfoni nr. 5 Tidsperspektiv (1997) - for orkester
- Symfoni nr. 6  Hundrede år fra nu (2001) - for orkester
- Symfoni nr. 7 Ishikawa Parafrase (2007) - for orkester
- Symfoni nr. 8 Åbenbaring 2011 (2001-2012) - for orkester
- Symfoni nr. 9 Diaspora (2014) - for orkester
- Symfoni nr. 10 Scener af forskellige minder (2016) - for orkester
- Klaverkoncert Erindringer af rummet (1981) - for klaver og orkester
- Parallel musik (1962) - elektronisk musik
- Tokyo (1969) - elektronisk musik
- Sameksistens (1997) - for orkester

## Eksterne kilder
- OM Toshi Ichiyanagi på www.musicweb-innternational.com